# جيمس دبليو. سميث
جيمس دبليو. سميث (بالإنجليزية: James W. Smith)‏ هو مدرب خيول أمريكي، (و. 1905  م).